# Folder 5
Folder 5 (a volte scritto Folder5) (フォルダファイヴ Forudafaivu) era un gruppo musicale femminile giapponese dell'etichetta avex trax. Il gruppo, consistente di cinque ragazze di Okinawa, era conosciuto per lo stile musicale influenzato dall'Eurobeat.

## Storia
Le Folder 5 erano nate da una costola di un altro gruppo j-pop, i Folder, sempre della scuderia Avex. Insieme alle cinque ragazze, i Folder erano composti anche da due ragazzi, Daichi e Joe. Quando Daichi e Joe lasciarono il gruppo per raggiunti limiti di età, il gruppo fu ribattezzato Folder 5.
Nel 2000 fu pubblicato il primo singolo del gruppo Supergirl. Il loro terzo singolo, Believe è stato utilizzato come seconda sigla di apertura per il popolare anime One Piece. Il brano Ready!, presente nel quarto singolo del gruppo Stay... è stato invece utilizzato nella colonna sonora del cortometraggio Jango's Dance Carnival proiettato insieme al film One Piece: Avventura all'Isola Spirale, mentre il brano Magical Eyes è la sigla d'apertura del videogioco per Xbox Nezumix.
Dopo la pubblicazione del loro ottavo singolo, MY MIRACLE nel maggio 2002, le Folder 5 hanno apparentemente cessato ogni attività. Seppur non ne è stata mai data comunicazione ufficiale, il gruppo sembra essersi sciolto, dato che i membri hanno intrapreso carriere soliste.

## Formazione
- Arisa Nakama
- Hikari Mitsushima
- Akina Miyazato
- Natsu Aga
- Moe Ishihara

## Discografia

### Singoli
- 2000: Supergirl
- 2000: Amazing Love
- 2000: Believe
- 2001: Stay...
- 2001: Final Fun-Boy
- 2001: Go Ahead!!
- 2002: Magical Eyes
- 2002: My Miracle

### Album
- 2001: Hyper Groove 1
- 2002: Five Girls
- 2003: Hyper Groove Party
- 2003: Folder+Folder5 Complete Box

### DVD
- 2001: Hyper Groove Clips
- 2003: Hyper Groove Clips 2
- 2003: Folder+Folder5 Complete Box